# Кампанія на островах Нова Джорджія
Кампанія на островах Нова Джорджія — серія наземних і морських битв на Тихоокеанському театрі Другої світової війни між союзними силами та Японською імперією. Кампанія проходила на островах Нова Джорджія в центральній частині Соломонових островів і послідувала за захопленням союзниками островів Рассел. Основні бої точилися на самій Новій Джорджії, хоча протягом всієї кампанії також відбувалися бойові дії навколо острова. Ця кампанія була частиною стратегії союзників у південній частині Тихого океану з ізоляції японської військово-морської бази навколо Рабаула.
Кампанія почалася 30 червня 1943 року, коли війська США здійснили висадку в затоці Кула на півночі Нової Джорджії та навколо району Мунда на західному узбережжі. Крім того, менші висадки були здійснені в гавані Віру на південному узбережжі острова, у Вікхем Анкоридж на Вангуну та на Рендова. На півночі протягом липня велися кілька бойових дій навколо Еногая та Байроко, тоді як на заході головною метою США був японський аеродром на Мунда-Пойнт. Наполеглива оборона японців затримала наступ США на Мунда, і японці здійснили потужну контратаку, перш ніж американські війська зрештою захопили Мунда-Пойнт на початку серпня.
Подальші події відбулися на острові Арундел у серпні та вересні після того, як японські сили відступили звідти після боїв навколо Мунда-Пойнт. Велика кількість японських військ зосередилася на острові Коломбангара наприкінці кампанії, але їх обійшли війська США, які висадилися на Велья-Лавелья в середині серпня і пізніше були посилені новозеландськими військами. Кампанія завершилася 7 жовтня 1943 року, коли останні японські війська були виведені з Велья-Лавелья, завершивши захоплення союзниками островів.
Серія морських боїв також відбулася в поєднанні з боями на суші, включаючи битву в затоці Кула, біля Коломбангари, у затоці Велья, біля Гораніу та біля острова Велья-Лавелья.

## Ситуація перед початком кампанії
Японці захопили Нову Джорджію в 1942 році і побудували авіабазу в Мунда-Пойнт, яка почала діяти в грудні 1942 року для підтримки наступу на острові Гуадалканал. Коли наприкінці 1942 року стало зрозуміло, що вони не можуть утримати Гуадалканал, японське командування вирішило, що союзники рухатимуться до японської бази в Рабаулі на Новій Британії, і що центральні Соломонові острови були логічним кроком на цьому шляху.
Японська імперська армія вважала, що утримання Соломонових островів буде остаточно невдалим і що буде краще дочекатися нападу союзників на Бугенвіль, оборона якого буде набагато менш дорогою з точки зору логістики. Імперський флот Японії вважав за краще затримати наступ союзників якомога довше, зберігаючи віддалену лінію оборони. Не маючи ефективного центрального командування, ці дві японські структури реалізували власні плани: флот взяв на себе відповідальність за захист центральних Соломонових островів, а армія — за північні Соломонові острови.
На початку 1943 року японська оборона була підготовлена проти можливої висадки союзників на Новій Джорджії, Коломбангарі та Санта-Ісабель. До червня 1943 року було 10 500 військ на Новій Джорджії та 9 000 на Коломбангарі, усі під командуванням генерала Мінору (Нобору) Сасакі, добре окопавшись і чекаючи атаки союзників.

## Захоплення острова Нова Джорджія

### Висадка: 30 червня - 2 липня

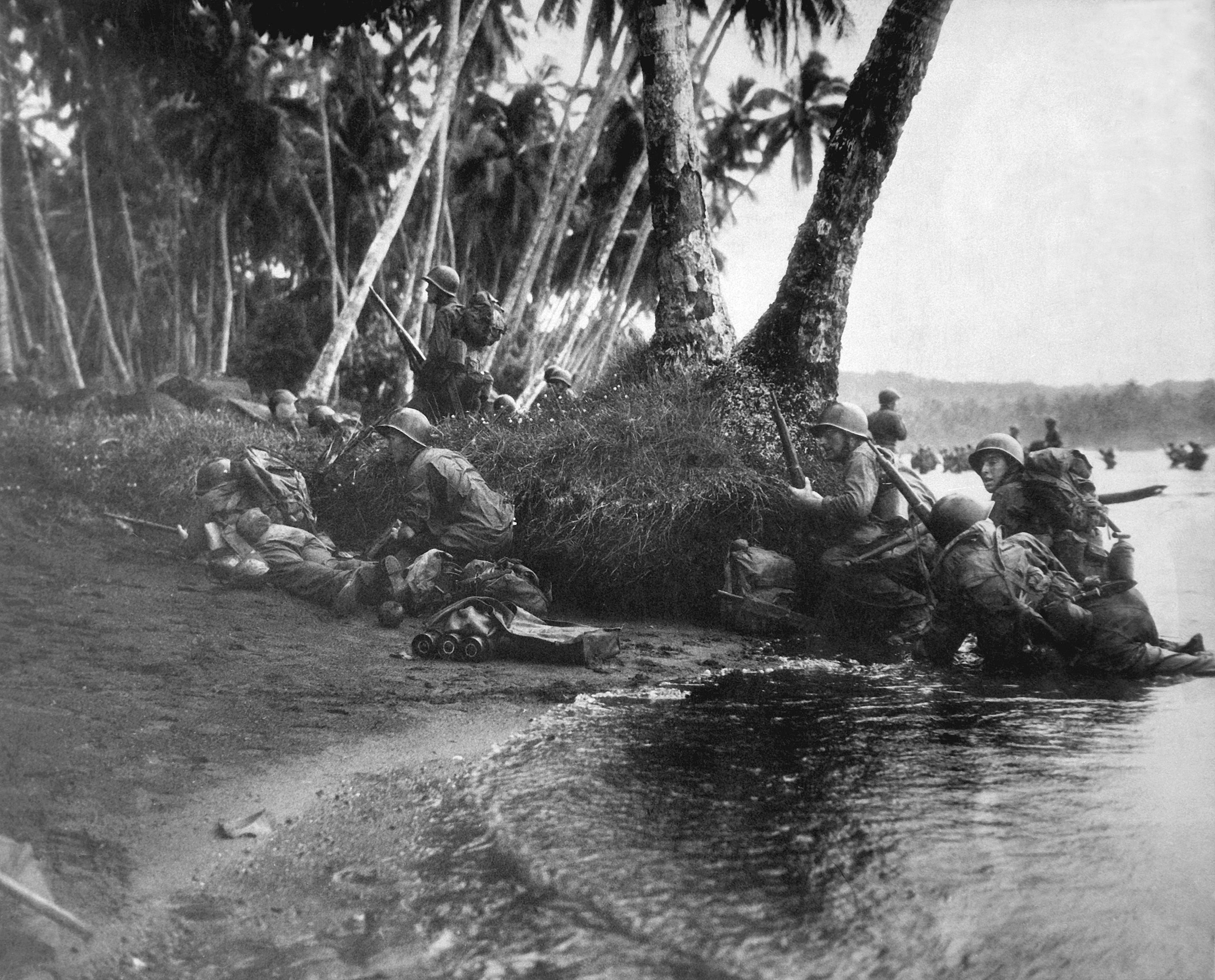
Висадка американських військ на острів Рендова

Сили, що складалися з частин 4-го рейдерського батальйону морської піхоти та 103-го піхотного полку, висадилися в затоці Олоана на південному узбережжі острова Вангуну 30 червня. Звідти вони пройшли суходолом до села Вура, яке виходило на Вікхем Анкорідж, першу з цілей початкового плану союзників. До 12 липня Вура була укомплектована гарнізоном. Тим часом залишок 4-го рейдерського батальйону морської піхоти захопив гавань Віру за підтримки пікіруючих бомбардувальників 30 червня після просування по суші з плантації Ламбеті. Вони перепливли на плантацію на човні 27 червня з Сегі-Пойнт, і їх відправили туди 21 червня під час попередньої операції. Інша рота 103-го піхотного полку замінила морських піхотинців у гавані 4 липня, висадившись на мисі Сегі 30 червня, коли просування морських піхотинців було затримано.
Висадка в районі Мунда була найважливішою; початковим етапом цієї частини операції було взяття Рендови під командуванням адмірала Тернера. Загалом 6000 солдатів, матросів і морських піхотинців 172-го піхотного полку армії США, 9-го батальйону морської піхоти та 24-го NCB ВМС висадилися в гавані Рендова вранці 30 червня. Рендова, Вікхем Анкоридж і гавань Віру були перетворені на плацдарми для головної події, облоги Мунди, тоді як Сегі-Пойнт перетворили на аеродром. Невеликий японський гарнізон на Рендові був швидко розгромлений, але протягом наступних днів острів піддався сильній атаці японської авіації. Морські піхотинці на Рендові швидко побудували артилерійські точки, з яких вони могли обстрілювати аеродром Мунда та підтримувати операції по захопленню аеродрому Мунда протягом липня та серпня.
2 липня американці були готові здійснити висадку в районі Мунда на острові Нова Джорджія. Пляж Лаяна був найближчим, лише за 2 милі (3,2 км) від Мунди, але оскільки він був сильно захищений, було прийнято рішення про висадку на користь пляжу Занана, більш ніж за 3 милі (4,8 км) далі на схід. Переправа була здійснена вдень силами двох полків у другій половині дня 2 липня; навколо Занани було створено невеликий периметр, і через кілька днів почалося просування на захід до Мунда-Пойнт.

### Затока Кула
Віце-адмірал Дзін'їті Кусака та генерал-лейтенант Хітоші Імамура не мали наміру дозволити Новій Джорджії впасти, як це було на Гуадалканалі. Вони завантажили 4000 солдатів на есмінці, переправили в ніч з 4 на 5 липня за допомогою "Tokyo Express" і висадили їх у Віла на південно-східному узбережжі Коломбангара. Звідти чоловіки мали переправлятися через затоку Кула на баржах до Байроко на північно-західному узбережжі Нової Джорджії, а потім рухатися восьмимильною стежкою в джунглях до Мунди.
Тієї ночі союзники також провели десантну операцію в затоці Кула. Хелсі відправив транспорти з 4600 солдатами, що складалися з морських рейдерів і двох батальйонів армії США під командуванням полковника Ліверседжа в Райс Анкоридж на північно-західному узбережжі Нової Джорджії. Морські сили з трьох легких крейсерів і чотирьох есмінців під командуванням контр-адмірала Волдена Л. Ейнсворта прикривали кораблі. Один з есмінців Ейнсворта був торпедований і потоплений японцями, коли останні відступали вгору затокою після своєї місії підкріплення до Віла.
Підрозділу Ліверседжа було доручено рухатися вниз узбережжям і захопити Байроко, тим самим перекривши вихід, який японці використовували для підкріплення Мунди. Вони успішно висадилися на світанку, але виявили, що місцевість складна, і протягом кількох днів повільно просувалися вглиб острова.
У ніч (5-6 липня) після висадки в затоці Кула, військово-морські сили японців вступили в повномасштабну битву у водах на північний схід від Коломбангари, дію, яка отримала назву Битва в затоці Кула. Американці втратили легкий крейсер, а японці втратили два міноносці. На півночі, після наступу з Райс-Анкориджа, війська США зайняли Трірі 7-8 липня. Японська армія чисельністю 400 осіб розпочала контратаку 8 липня на Трірі, яка спочатку досягла певних успіхів, перш ніж була зупинена фланговим ходом. Після цього війська США захопили Еногай у гирлі затоки 10-11 липня, перш ніж перейти до блокування вздовж шляху Мунда-Байроко.

### Наступ від Занани до Мунда

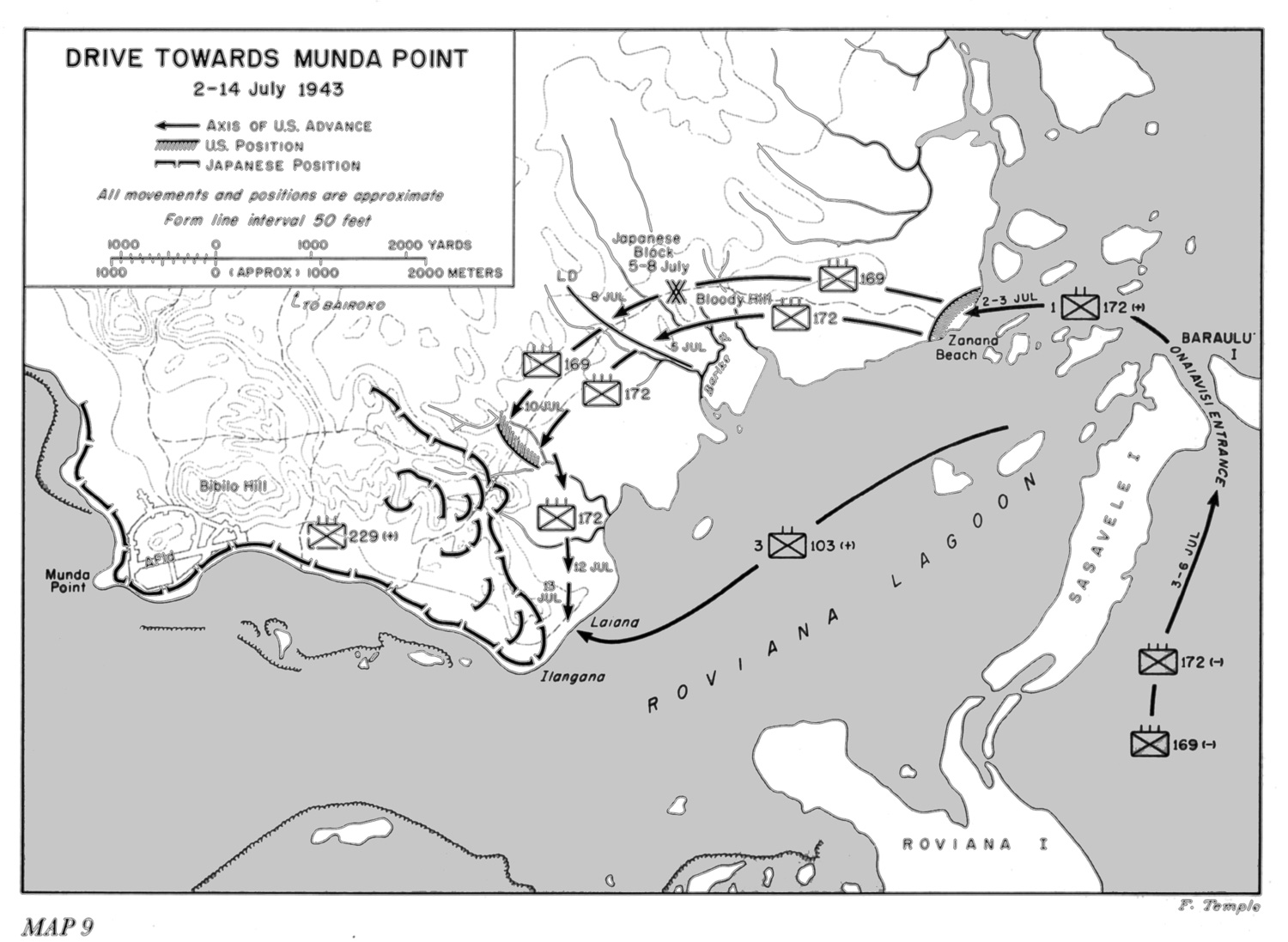
Карта переміщення американських військ під час захоплення Мунди 2-14 липня 1943 року

Просування США від Занани до Мунди було повністю зупинено через складний рельєф, проблеми з постачанням і низький моральний дух. Генерал Гестер спробував вийти з глухого кута, відправивши 172-й піхотний полк на північ, щоб зайняти японські позиції в тилу, тоді як 169-й піхотний полк продовжив фронтальний штурм, але Сасакі зупинив цю спробу. У результаті наступ США на Нову Джорджію зупинився як на півночі, так і на півдні. Японці доставили підкріплення на баржі з Віли до Байроко, і ще 1200 солдатів були завантажені на чотири транспортні есмінці в Рабаулі та відправлені для висадки у Вілі в ніч з 12 на 13 липня. Ці кораблі супроводжували легкий крейсер і п'ять есмінців. Ейнсворт був посланий перехопити цю флотилію з трьома легкими крейсерами і десятьма есмінцями. Він зіткнувся з японськими силами у водах на північ від Коломбангари, і в наступній битві при Коломбангара один американський есмінець і один японський легкий крейсер були потоплені.

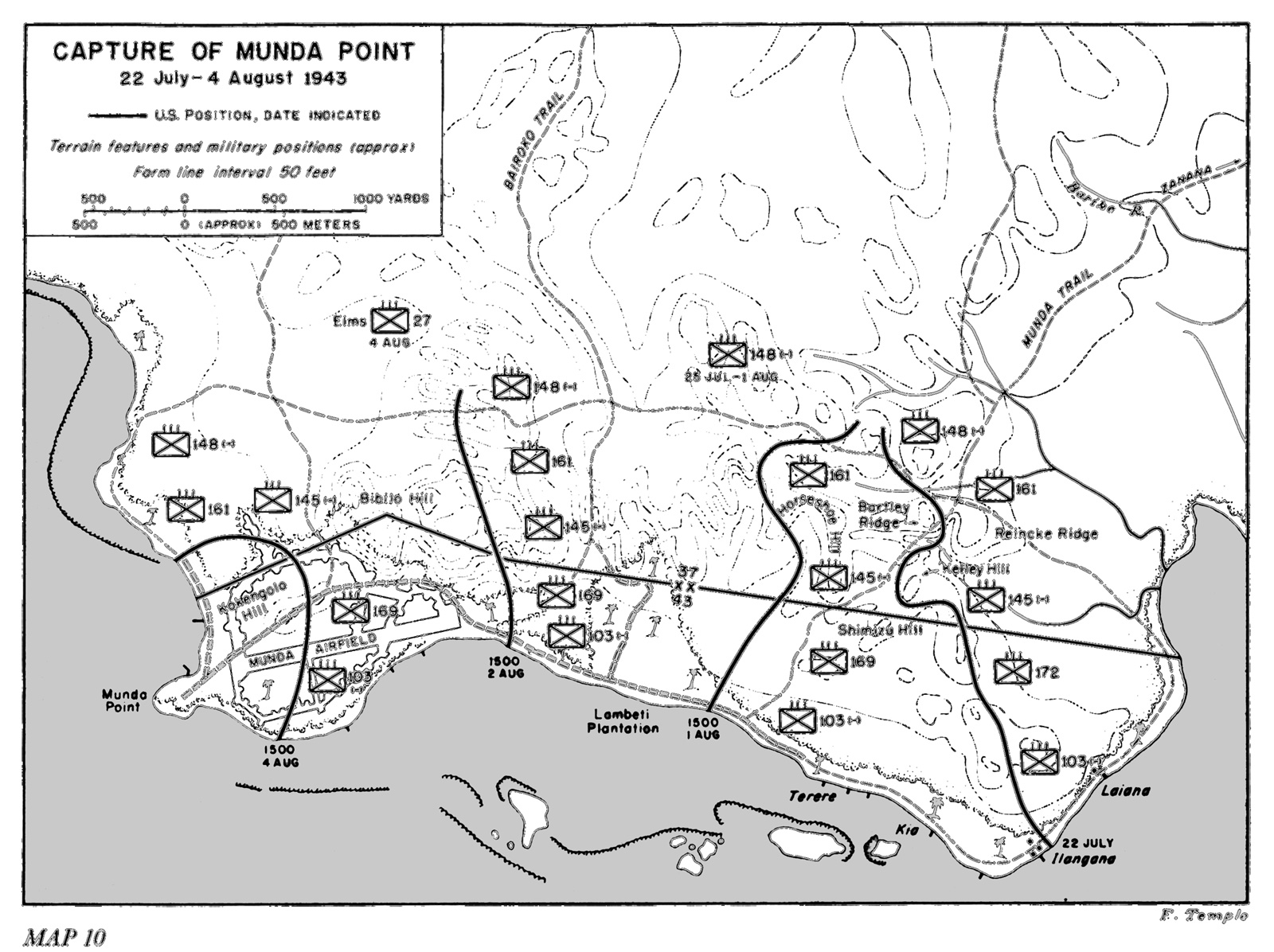
Облога та захоплення Мунди

Генерал-майор Оскар В. Грізволд, командир XIV корпусу та безпосередній начальник генерала Гестера, відвідав Нову Джорджію в середині липня та оцінив ситуацію як жахливу. Він повідомив по радіо Гелсі в Нумеа, що потрібна принаймні ще одна дивізія, щоб вийти з глухого кута. Генерал-лейтенант Міллард Гармон з ВПС США був направлений для підтвердження ситуації. Після дослідження ситуації Гармон передав польове командування Грізвольду, щоб Гестер міг зосередитися на керуванні власним підрозділом. У той же час відбулася довгоочікувана зміна у військово-морському командуванні: 15 липня контр-адмірал Теодор Старк Вілкінсон перебрав від Тернера керівництво десантними силами.
Сасакі спочатку скористався безладом на американському боці. Японці навчилися застосовувати тактику ближнього штурму проти американських танків, роблячи броню ще менш ефективною в джунглях, ніж зазвичай. Тим часом у недосвідчених, голодних і втомлених американських солдатів почали здавати нерви, і вони почали втрачати дисципліну. У ніч на 17 липня японці розпочали потужну контратаку і зуміли захопити командний пункт 43-ї дивізії поблизу Занани. Зрештою, війська Сасакі почали хворіти та виснажились; також він втратив зв'язок з Рабаулом. Війська США, підкріплені прибуттям 37-ї піхотної дивізії, згодом розпочали наступ на рівні корпусу, метою якого було захоплення Мунда-Пойнт. Сасакі наказав відступити з району Мунди 3 серпня. Ґрізволд наказав своїм людям обійти Мунду з північного заходу і 5 серпня обстріляв японців, що залишилися, артилерійським вогнем. Того ж дня американці, не зустрівши опору, увійшли до Мунди, нарешті досягнувши найважливішої мети кампанії.

### Взяття Байроко

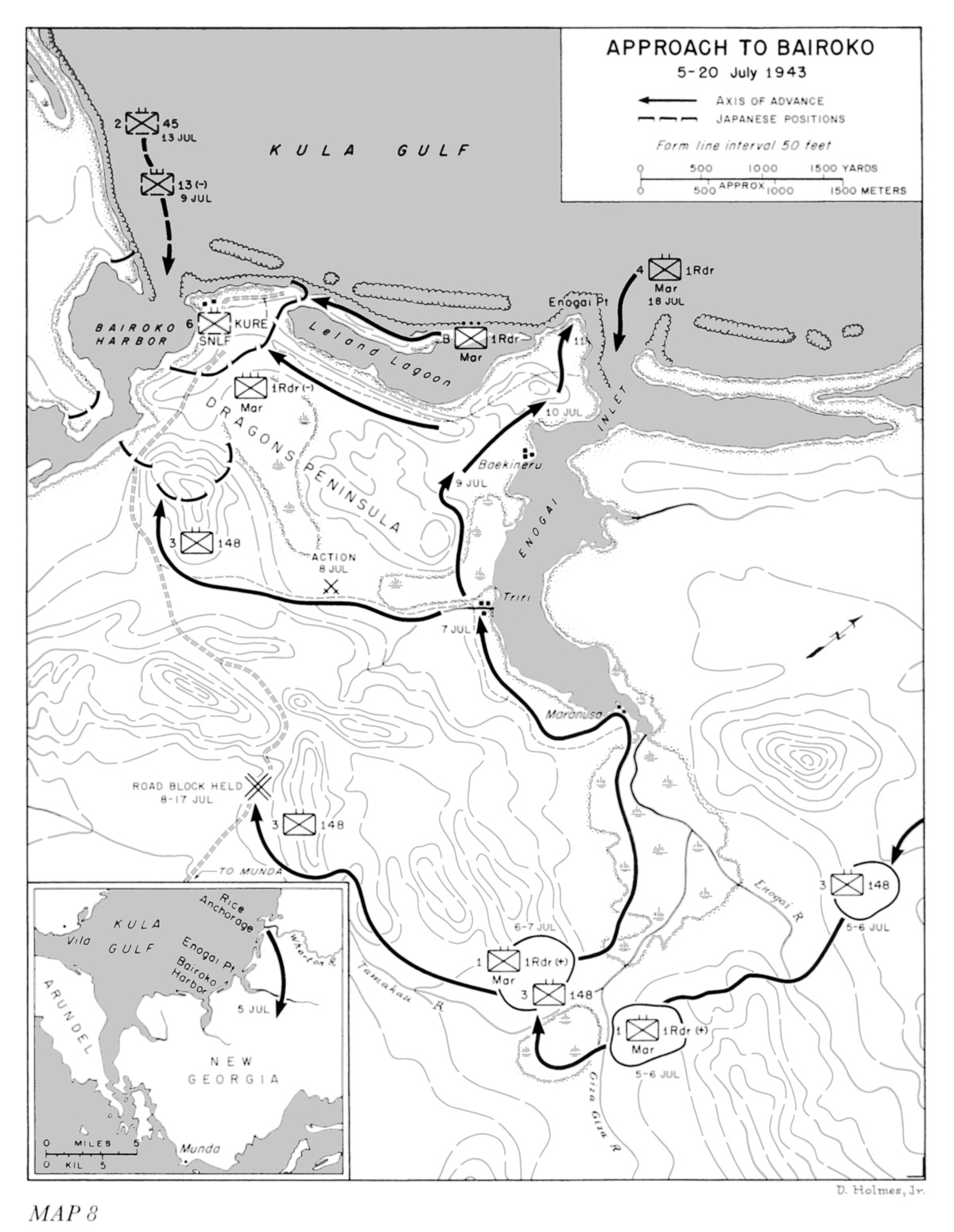
Переміщення підрозділів до Байроко

На північному фронті морські піхотинці Ліверседжа зміцнили свої позиції навколо Еногая після 12 липня і почали патрулювати місцевість, тоді як війська армії США зайняли блокуючу позицію. Згодом, 17 липня, солдати повернулися до Трірі. Він був підкріплений 700 морськими піхотинцями з 4-го рейдерського батальйону і планував захопити село Байроко, на східній стороні гавані Байроко, 20 липня. Його армійський загін мав атакувати село з південного сходу, тоді як його морські піхотинці зайшли з північного сходу, класичний рух у кліщі. Проте японські оборонні позиції були добре укріплені та посилені з моменту першої висадки США в районі Райс-Анкорідж, в результаті жодна з сторін не досягла прогресу, і втрати США почали зростати. Перед світанком 22 липня Ліверседж закликав до авіаударів, щоб прикрити свій відхід. З метою компенсації невдач наземного повітряного прикриття, було здійснено потужне повітряне бомбардування.
Починаючи з 3 серпня, Ліверседж спробував атакувати ще раз, спершу розмістивши батальйон 148-го піхотного полку на блокувальній позиції на стежці Мунда. Через два дні він замінив цих людей об’єднаними силами армії/морської піхоти та перевів 148-й на домінуючу позицію з огляду на всю територію. 10 серпня Ліверседж використав ще один американський батальйон і відновив пряму атаку на Байроко. У той же час два полки 25-ї піхотної дивізії, відправлені в Нову Джорджію як підкріплення, наступали на Байроко з Мунда-Пойнт. Після ще двох виснажливих тижнів 24 серпня американці увійшли в Байроко без опору.

### Захист острова
В Рабаулі зробили останню спробу надіслати підкріплення японців на острів Нова Джорджія. Під охороною одного есмінця 940 армійців і 700 військовослужбовців флоту були завантажені на борт трьох транспортних есмінців і відправлені під командуванням контр-адмірала Каджу Сугіура в Коломбангару в ніч з 6 на 7 серпня. Вілкінсон, передбачаючи такий маневр тієї ночі, послав групу з шести есмінців під командуванням Фредеріка Моосбруггера, щоб перехопити їх. У результаті битви в затоці Велья, що відбулася у водах на північний захід від Коломбангари, американські міноносці застали японців зненацька. Три кораблі, що перевозили пасажирів, були торпедовані та затонули, а корабель супроводу, що залишився, не затримувався в пошуках тих, хто вижив.
Після цієї події Сасакі переніс свою штаб-квартиру на Коломбангару 8-9 серпня, залишивши незначні сили для захисту західного узбережжя Нової Джорджії. Тепер його місія полягала просто в тому, щоб якомога довше утримувати залишки островів групи Нова Джорджія, даючи японцям шанс посилити північні Соломонові острови. Сили армії США рухалися вздовж західного узбережжя Нової Джорджії, знищивши 200 японців, що залишилися в районі Зієта. Підрозділи 169-го та 172-го піхотних полків захопили острів Баанга 20–21 серпня, змусивши замовкнути японську артилерію, яка обстрілювала Мунда. Незважаючи на близькість американських патрулів, останні японські війська на Новій Джорджії були переправлені на баржі з гавані Байроко до Коломбангари в ніч на 23 серпня. Це означало кінець наземних боїв на Новій Джорджії.

## Навколишні острови

### Арундел
Сасакі дуже добре виконав завдання із затримки американських військ. Коли 27 серпня 172-й піхотний полк США висадився на острові Арундел, на захід від острова Нова Джорджія, він дозволив їм зійти на берег без перешкод і створити плацдарм. Коли американці відчули, що окупація буде легкою, Сасакі здійснив контратаку в кількох місцях, зв’язавши американців і змусивши їх викликати підкріплення. Він здійснив особливо рішучу атаку 15 вересня, зупинивши всі зусилля союзників на Арунделі, і з набагато меншою кількістю військ, ніж його супротивники. Грізволд наказав застосувати повномасштабні сили, включаючи танки Корпусу морської піхоти, щоб вибити японців з острова. Після запеклих боїв 17 і 18 вересня японці назавжди покинули Арундель в ніч з 20 на 21 вересня.

### Велья-Лавелья
Голсі вирішив, що доцільно обійти добре укріплений острів Коломбангара та вторгнутися натомість на Велья-Лавелья, оскільки Велья-Лавелья була розташована ближче до Бугенвіля та Рабаула і була гірше захищена. За місяць до того, як союзники захопили Нову Джорджію, вони висадили розвідувальну групу на Велья-Лавелья, щоб отримати інформацію про японські сили та розташування, а також про відповідні місця для висадки, перш ніж повернутися на Гуадалканал 31 липня. Місцем висадки було обрано село Баракома поблизу південно-східного краю острова. Великі сили вторгнення чисельністю близько 6500 солдатів на чолі з генерал-майором Робертом Б. Макклюром у супроводі 12 есмінців під командуванням Вілкінсона були відправлені з Гуадалаканалу рано 14 серпня. Тієї ночі японські літаки атакували численні бази союзників, але повністю пропустили цей флот, який прямував до Велья-Лавелья. Наступного ранку в Баракомі почалася висадка.

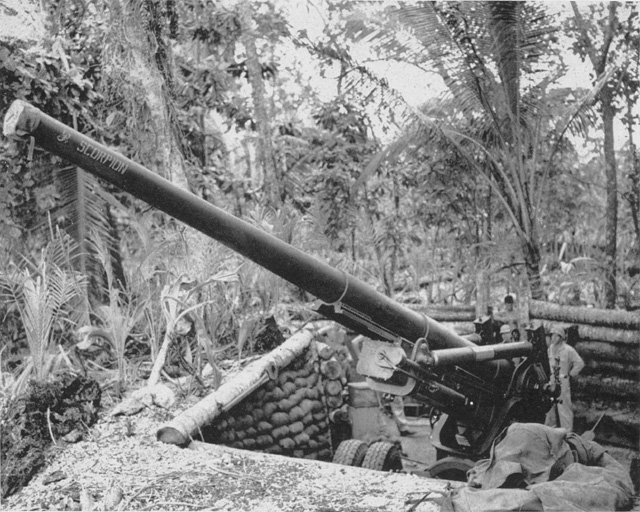
155-мм гармата на Баракомі

Японське верховне командування в Токіо вже вирішило, що війська більше не будуть використовувати на центральних Соломонових островах. Замість того, щоб зміцнювати та захищати Велла-Лавелла, цей острів мали використовувати лише як проміжну базу для евакуації військ на Коломбангару, яку союзники обійшли новою висадкою. Містечко Гораніо, що на північно-східному узбережжі, було обрано як пункт зупинки барж, і в ніч з 17 на 18 серпня невеликі підрозділи сухопутних та морських військ були направлені для забезпечення безпеки в цьому районі. Сили прикриття японських есмінців зустріли в протоці чотири американських міноносці під командуванням капітана Томаса Дж. Раяна, які згодом провели безрезультатну битву біля Гораніу. Жодне судно з обох сторін не було втрачено, і японцям вдалося створити базу для барж.
Протягом серпня союзники відтіснили японські сухопутні сили, що залишилися на Велья-Лавелья, у північно-західний кут острова. Третій новозеландській дивізії під командуванням генерал-майора Гарольда Е. Барроукла було доручено знищити залишки японських військ. Новозеландці почали свій рух у кліщі 21 вересня, але японці чинили такий запеклий опір, що знадобився час аж до 5–6 жовтня, щоб їх зупинити. У ніч з 6 на 7 жовтня контр-адмірал Іджуїн Мацудзі очолив військово-морські сили, щоб відвести 600 осіб наземних військ, що залишилися на Велья-Лавелья. На їх перехоплення були направлені есмінці США. Кожна сторона втратила по одному кораблю в наступній морській битві, але японці змогли успішно завершити евакуацію. В результаті люди Барроукла увійшли на евакуйовану територію, не зустрівши опору, завершивши кампанію в Новій Джорджії.

### Коломбангара
Коломбангара була евакуйована японцями між 28 вересня та 4 жовтня після того, як сили США повністю проігнорували та обійшли її. Японці розмістили на острові велику кількість військ і сильно укріпили його, сподіваючись здійснювати тривалу оборону, але стратегічний план Макартура та Голсі полягав у тому, щоб взяти лише слабоохоронювані пляжі та острови та просто ігнорувати добре захищені острови.

## Наслідки
Втрати під час кампанії склали 1195 убитих американських військовослужбовців і 93 знищених літака, у той час як японці втратили 1671 вбитими і 358 знищених літаків. Крім того, загалом 3873 американських військових отримали поранення. Втрати від хвороб були численними, як і психологічні втрати, понад 2500 військовослужбовців отримали діагноз «воєнний невроз» між 30 червня і 30 вересня.
На наступному етапі наступу союзників через Соломонові острови вони висадилися біля мису Торокіна в рамках зусиль зі звільнення Бугенвіля, починаючи з листопада; ця кампанія триватиме до кінця війни, коли австралійські війська змінили війська США наприкінці 1944 року. Цьому передували диверсійні дії на островах Казначейства, здійснені силами 3-ї дивізії Нової Зеландії та морськими піхотинцями США на Шуазель. В іншому місці, в Новій Гвінеї, починаючи з кінця вересня, союзники розпочали кампанії в долині Маркхем і на півострові Хюон у рамках зусиль із забезпечення безпеки Лае та Фіншгафен.
Аналізуючи кампанію, історик Семюель Еліот Морісон описує її як «найнерозумнішу сухопутну кампанію війни на Тихому океані (можливо, за винятком Окінави)», і підкреслює рішення висадитися в Занані під час операції із захоплення Мунди як помилку, припускаючи, що замість неї слід було вибрати Лаяну. Морісон також критикує невдалий фланговий крок, здійснений військами Гестера, щоб вийти з глухого кута під час початкового наступу на Мунда, описуючи його як «можливо, найгіршу помилку в кампанії».